# Salvelinus tolmachoffi
Salvelinus tolmachoffi és una espècie de peix d'aigua dolça de la família dels salmònids i de l'ordre dels salmoniformes. Va ser descrit pel zoòleg rus Lev S. Berg el 1926.

## Morfologia
- Els adults poden assolir 37 cm de longitud total.[3][4]

## Hàbitat
Viu en zones d'aigua dolça temperades.

## Distribució geogràfica
Es troba a quatre llacs de la regió de Taymyr a Rússia. Segons la Llista Vermella de la UICN és en perill d'extinció. L'extensió de l'hàbitat natural és molt menys de 5.000 km². El S. tolmachoffi és molt afectat per la contaminació de la mineria per metalls pesants i la pesca local.